# ISO 3166-2:BE
ISO 3166-2:BE es la entrada para Bélgica en ISO 3166-2, parte de los códigos de normalización ISO 3166  publicados por la Organización Internacional de Normalización (ISO), que define los códigos para los nombres de las principales subdivisiones (p.ej., provincias o estados) de todos los países codificados en ISO 3166-1.
En la actualidad, para Bélgica los códigos ISO 3166-2 se definen en dos niveles de subdivisiones:
- [3 regiones]

- [10 provincias]

Cada código consta de dos partes, separadas por un guion. La primera parte es BE, el código belga ISO 3166-1 alfa-2. La segunda parte es de tres letras. Para las provincias, la primera letra indica la región donde está la provincia:
- V: Flandes (en neerlandés: Vlaams Gewest)

- W: Valonia (en francés: Région wallonne)

## Códigos actuales
Los nombres de las subdivisiones constan en la lista según el estándar publicado por la Agencia de Mantenimiento del ISO 3166-2 ISO 3166 (ISO 3166/MA).
Los códigos ISO 639-1 se usan para representar los nombres de las subdivisiones en los siguientes idiomas oficiales:
- (fr): Francés

- (nl): Neerlandés

Pulsa sobre el botón en el encabezado de cada columna para clasificar.

### Regiones
| Código | Nombre de la subdivisión (nl)  | Nombre de la subdivisión (fr) | Nombre de la subdivisión (es) |
| ------ | ------------------------------ | ----------------------------- | ----------------------------- |
| BE-BRU | Brussels Hoofdstedelijk Gewest | Bruxelles-Capitale, Région de | Región de Bruselas-Capital    |
| BE-VLG | Vlaams Gewest                  | Flamande, Région              | Región de Flandes             |
| BE-WAL | Waals Gewest                   | Wallonne, Région              | Región de Valonia             |

Notas
1. ↑  Solamente para referencia, nombre en neerlandés no incluido en el código ISO 3166-2.
2. ↑  Solamente para referencia, nombre en francés no incluido en el código ISO 3166-2.
3. ↑  Solamente para referencia, nombre en español no incluido en el código ISO 3166-2.

### Provincias
| Código | Nombre de la subdivisión          | Nombre de la subdivisión en español | Región |
| ------ | --------------------------------- | ----------------------------------- | ------ |
| BE-VAN | Amberes (nl)                      | Amberes                             | VLG    |
| BE-WBR | Provincia del Brabante Valón (fr) | Brabante Valón                      | WAL    |
| BE-WHT | Hainaut (fr)                      | Henao                               | WAL    |
| BE-WLG | Lieja (fr)                        | Lieja                               | WAL    |
| BE-VLI | Limburgo (Bélgica) (nl)           | Limburgo                            | VLG    |
| BE-WLX | Luxemburgo (Bélgica) (fr)         | Luxemburgo                          | WAL    |
| BE-WNA | Namur (fr)                        | Namur                               | WAL    |
| BE-VOV | Oost-Vlaanderen (nl)              | Flandes Oriental                    | VLG    |
| BE-VBR | Brabante Flamenco (nl)            | Brabante Flamenco                   | VLG    |
| BE-VWV | West-Vlaanderen (nl)              | Flandes Occidental                  | VLG    |

## Cambios
Los siguientes cambios de entradas han sido anunciados en los boletines de noticias emitidos por el ISO 3166/MA desde la primera publicación del ISO 3166-2 en 1998, cesando esta actividad informativa en 2013.
| Informe         | Fecha de emisión                     | Descripción del cambio en el boletín de noticias                                               |
| --------------- | ------------------------------------ | ---------------------------------------------------------------------------------------------- |
| Newsletter II-3 | 13/12/2011 (corregido el 15/12/2011) | Se añade el primer prefijo de nivel, cambio de idiomas oficiales y actualización de la fuente. |

Los siguientes cambios de entradas constan en la lista del catálogo  en línea del ISO:
| Fecha efectiva del cambio | Breve descripción del cambio                                                                   |
| ------------------------- | ---------------------------------------------------------------------------------------------- |
| 2011-12-13                | Se añade el primer prefijo de nivel, cambio de idiomas oficiales y actualización de la fuente. |
| 2015-11-27                | Se añaden las subdivisiones matrices.                                                          |